# FN FNAR
FN FNAR — самозарядная снайперская винтовка, производимая американским отделением компании Fabrique Nationale d’Herstal (FNH USA). Её конструкция основана на охотничей винтовке «FN/Browning BAR».

## Описание
Винтовка FN FNAR использует схему с отводом пороховых газов с использованием газового поршня с коротким ходом. Ложе винтовки пластиковое. ложе состоит из цевья и пистолетней рукояти вместе с прикладом. Сверху на ствольной коробке и на цевье (по бокам и снизу) находятся планки Пикатинни.

## Варианты
Винтовка существует в двух вариантах: с тяжёлым (FNAR Heavy Barrel) или лёгким стволом (FN FNAR Standard). Вариант с тяжёлым стволом весит почти на 0,5 кг больше.